# Federico Gusumpaur
Federico Gusumpaur (Napoli, 1840? – ...) è stato un lessicografo italiano, autore di trattatistica di argomento etimologico-botanico e di scienze naturali.

## Biografia
Non sono noti i dati biografici di questo scrittore e la stessa data di nascita è da considerarsi frutto di una presunzione basata sulla data della prima delle sue opere conservatesi.
È possibile che lo stesso nome nasconda origini germaniche o slave, probabilmente ungheresi.
I suoi interessi nelle scienze naturali sono testimoniati da una missiva con la quale il botanico e patriota Giuseppe Antonio Pasquale esprimeva gradimento e accettazione nei riguardi della richiesta di dedica di opera:
(Suo Dev.mo G.A. Pasquale, Napoli, 12 maggio 1887)

## IlVocabolario botanico napolitano
L'opera, pubblicata nel 1887 per i tipi dell'editore Testa di Napoli, recante la dedica di cui s'è detto, presenta una prima parte con l'elencazione di voci botaniche in vernacolo napoletano, accompagnate dalla corrispondente nomenclatura binomiale e italiana. Accanto a queste, a seconda dei casi, vi è una succinta descrizione e, ove pertinente, un'indicazione dell'uso culinario, medico, chimico-medicamentoso.
Degne di nota sono le menzioni di possibili uso in ambiti disparati, come la coltivazione e la pesca. Un esempio al riguardo è fornito dalla voce relativa alla lenticchia d'acqua (Lemna gibba), oggi considerata quasi un'erba infestante ma di cui ai suoi tempi se ne conservava l'uso in tecniche di coltivazione che oggi potremmo definire di agricoltura biologica: i contadini di Torre del Greco usavano infatti seminarla in commistione alle giovani piante di pomodoro, in modo che le radici della lenticchia proteggessero quelle del prezioso ortaggio dall'attacco del grillotalpa.
La consultazione dell'opera è resa più flessibile dalla presenza di due indici, a corredo del dizionario principale:
- Dizionarietto Latino - Napoletano: permette di rintracciare l'equivalenza linguistica di una nomenclatura scientifica.
- Dizionarietto Italiano - Napoletano: permette di risalire al termine vernacolare conoscendo la dizione italiana.

## Lista delle opere
- Vocabolario ornitologico napolitano-italiano ad uso dei cacciatori e di chiunque ama conoscere il vero nome dei volatili. Napoli, Editore Testa, 1874 (da Internet Archive)
- Vocabolario botanico napolitano con l'equivalente latino ed italiano. Napoli, Luigi Chiurazzi, 1887 
  - ripubblicato: luglio 1994, Napoli, Luca Torre editore